# Ophionellus deficiens
Ophionellus deficiens är en stekelart som beskrevs av Dasch 1984. Ophionellus deficiens ingår i släktet Ophionellus och familjen brokparasitsteklar. Inga underarter finns listade i Catalogue of Life.